# Forbestra meterana
Forbestra meterana är en fjärilsart som beskrevs av Forbes 1924. Forbestra meterana ingår i släktet Forbestra och familjen praktfjärilar. Inga underarter finns listade i Catalogue of Life.